# Alexander Ivanov
Alexander Ivanov (rusă Александр Иванов; belarusă Аляксандр Іваноў; n. 29 octombrie 1994, Gomel, Belarus), cunoscut și sub numele de Ivan, este un cântăreț bielorus. El a reprezentat Belarusul la Concursul Muzical Eurovision 2016, din Stockholm, Suedia, cu melodia „Help You Fly”.